# Teixidor caranegre
El teixidor caranegre (Ploceus superciliosus) és un ocell de la família dels ploceids (Ploceidae).

## Hàbitat i distribució
Habita zones humides al Senegal, Gàmbia, Guinea Bissau, Burkina Faso, Guinea, Sierra Leone, Libèria, Costa d'Ivori, Ghana, Togo, Benín, Nigèria, Camerun, el Gabon, República del Congo, República Centreafricana, Sudan del Sud, sud-oest d'Etiòpia, Uganda i oest de Kenya cap al sud fins al nord d'Angola, nord-oest de Zàmbia, est i sud-est de la República Democràtica del Congo, Ruanda, Burundi i nord-oest de Tanzània.